# Éparchie de Stamford des Ukrainiens
Liste des éparques de Stamford (de rite ukrainien)
(Eparchia Stanfordensis Ucrainorum)
L'exarchat apostolique de Stamford (de rite ukrainien) est créé le 20 juillet 1956.
Il est érigé en éparchie le 10 juillet 1958.

## Est exarque apostolique
- 20 juillet 1956-10 juillet 1958 : Ambrozij Senyshyn (Ambrozij Andrew Senyshyn)

## Puis sont éparques
- 10 juillet 1958-14 août 1961 : Ambrozij Senyshyn (Ambrozij Andrew Senyshyn), promu éparque.
- 14 août 1961-20 septembre 1977 : Joseph M. Schmondiuk (en) (Joseph Michaël Schmondiuk)
- 20 septembre 1977-3 janvier 2006 : Basil Losten (en) (Basil Harry Losten)
- depuis le 3 janvier 2006 : Paul Chomnycky (en) (Paul Patrick Chomnycky)

## Sources
- L'Annuaire Pontifical, sur le site http://www.catholic-hierarchy.org, à la page